# Municipio de Big Creek (condado de Ellis)
El municipio de Big Creek (en inglés: Big Creek Township) es un municipio ubicado en el condado de Ellis en el estado estadounidense de Kansas. En el año 2010 tenía una población de 1883 habitantes y una densidad poblacional de 7,51 personas por km².

## Geografía
El municipio de Big Creek se encuentra ubicado en las coordenadas 38°52′2″N 99°21′54″O / 38.86722, -99.36500. Según la Oficina del Censo de los Estados Unidos, el municipio tiene una superficie total de 250.7 km², de la cual 250,68 km² corresponden a tierra firme y (0,01 %) 0,01 km² es agua.

## Demografía
Según el censo de 2010, había 1883 personas residiendo en el municipio de Big Creek. La densidad de población era de 7,51 hab./km². De los 1883 habitantes, el municipio de Big Creek estaba compuesto por el 90,97 % blancos, el 0,21 % eran afroamericanos, el 0,16 % eran amerindios, el 0,37 % eran asiáticos, el 6,9 % eran de otras razas y el 1,38 % eran de una mezcla de razas. Del total de la población el 11,47 % eran hispanos o latinos de cualquier raza.